# Museo Taurino de Madrid
El Museo Taurino de la Plaza de Toros de Las Ventas es el museo taurino de la ciudad de Madrid, en España. Se encuentra en la Plaza de Toros de Las Ventas. En 2019 alcanzó una cifra de 120 000 visitantes.

## Historia
El Museo Taurino de Madrid fue creado en 1951 por la Diputación Provincial bajo la presidencia de Mariano Ossorio Arévalo, marqués de la Valdavia, e inaugurado el 15 de mayo de 1951, festividad de San Isidro Labrador, patrón de la ciudad. Su creación fue posible gracias a las donaciones de particulares de toreros, como Gregorio Sánchez «Antoñete», Julio Aparicio, Paco Camino o Cayetano Rivera Ordóñez, que han ido ampliando su galería poco a poco.
La distribución inicial de las salas y objetos se mantuvo hasta 1968, cuando se llevó a cabo una primera reforma, que se amplió en 1991, bajo los auspicios de la Comunidad de Madrid de quien pasó a depender en 1988 e incluirse orgánicamente en el Centro de Asuntos Taurinos.
El Museo fue renovado íntegramente en el año 2011. Se modernizó su climatización, se reorganizó el orden de la exposición y se instaló una sala dedicada a la proyección. Desde entonces, el Museo se divide en tres grandes salas dedicadas a la Plaza de toros de Las Ventas; a Toros, Toreros y a Vestidos de Torear; y una sala dedicada exclusivamente a pintura taurina y a los carteles originales de las obras que han anunciado las corridas goyescas del 2 de Mayo y Beneficencia, bajo la firma de Barceló, Arroyo, Úrculo, Pérez Villalta, Manuel Alcorlo y Alicia Ochoa, entre otros.
En el mes de abril de 2015 el museo fue ampliado en 125 m² y ahora cuenta con espacio para nuevas colecciones.

## Colecciones
Cuenta con más de 250 piezas (esculturas y bustos, cabezas de toro, estoques, capotes, muletas o diferentes vestidos de torear). Algunas de estas piezas son inéditas, como el vestido que «Manolete» lució en Linares la tarde de su muerte en 1947. Entre las cabezas de toros se encuentran las de los Miura «Jocinero» y «Perdigón» que hirieron de muerte en Las Ventas, a los diestros Pepete y El Espartero.
También se expone la serie completa de los grabados La tauromaquia, de Goya, así como esculturas de Mariano Benlliure.
En abril de 2017 recibió dos trajes charros por parte de la Asociación Nacional de Charros Mexicanos.